# 円徳寺 (岐阜市)
円徳寺（えんとくじ）は岐阜県岐阜市にある浄土真宗本願寺派の寺院。織田氏ゆかりの寺として知られる。

## 沿革
寿永2年（1183年）に比叡山延暦寺の僧・寂円により天台宗の寺院、法泉寺として現在の岐阜市長旗に開創される。2世寂世が親鸞に帰依して浄土真宗の寺となり、寺号を常泉坊に改めた。
天文16年（1547年）に織田信秀が加納口の戦いに敗北し、多くの敗死者を出すとそれを弔うための塚が寺内に設けられた。この塚は現在でも残っており、織田塚として岐阜市の文化財に指定されている。
永禄7年（1564年）に織田信長が岐阜城主となると土地を寄進されて現在地に移った。その際門前に市が開かれる。
永禄10年（1567年）と永禄11年（1568年）に織田信長が楽市楽座の制札を発給した。
その後岐阜城主となった池田輝政も楽市楽座の制札を掲げ、織田信長の制札と共に平成5年（1993年）に国の重要文化財に指定された。
慶長5年（1600年）、岐阜城の戦いで敗北した織田秀信は当寺で剃髪し、高野山へ入った。

## 文化財

### 重要文化財（国指定）
- 楽市楽座制札：4枚[1]
  - 永禄十年十月日織田信長制札（1567年）
  - 永禄十一年九月日織田信長制札（1568年）
  - 天正十一年六月日池田元助制札（1583年）
  - 「天正拾貮」七月日池田輝政制札（1584年）
  - （附：織田信長百姓帰住制札）

#### 岐阜市指定文化財
- 梵鐘
- 本願寺顕如消息
- 銀箔押烏帽子形兜

#### 岐阜市指定史跡
- 伝織田塚改葬地